# 石本泰雄
石本 泰雄（いしもと やすお、1924年（大正13年）12月5日 - 2015年（平成27年）12月8日）は、日本の法学者。専門は国際法。学位は、法学博士（東京大学・論文博士・1962年）。大阪市立大学名誉教授。日本学士院会員。

## 概要
和歌山県西牟婁郡（のちの田辺市）出身の法学者である。専門は国際法であり、特に戦争法の研究に従事した。近代国際法から現代国際法への構造転換の実証に取り組んだことで知られている。また、中立の地位の研究や、国際法学に社会経済史の視点を導入したことでも知られている。1962年に東京大学より法学博士の学位を取得した。東京大学、大阪市立大学、上智大学、神奈川大学短期大学部などで教鞭を執った。1982年には大阪市立大学から名誉教授の称号を授与された。2002年に日本学士院会員に選任された。

## 経歴
- 1942年（昭和17年）3月：和歌山県立田辺中学校（現・和歌山県立田辺高等学校）卒業
- 1944年（昭和19年）9月：第一高等学校文科卒業
- 1948年（昭和23年）9月：東京大学法学部政治学科卒業
- 1948年（昭和23年）10月：東京大学法学部助手
- 1952年（昭和27年）1月：大阪市立大学法文学部助手
- 1952年（昭和27年）8月：大阪市立大学法文学部講師
- 1953年（昭和28年）6月：大阪市立大学法学部助教授
- 1960年（昭和35年）4月：大阪市立大学法学部教授
- 1971年（昭和46年）4月：大阪市立大学法学部学部長
- 1981年（昭和56年）5月：上智大学法学部教授
- 1982年（昭和57年）3月：大阪市立大学名誉教授
- 1990年（平成2年）4月から1995年（平成7年）まで上智大学法学部特遇教授
- 1998年（平成10年）から2001年（平成13年）まで神奈川大学短期大学部特任教授

## 主要著作
- 『中立制度の史的研究』（有斐閣、1958年）
- 『条約と国民』（岩波書店、1960年）
- 『国際法の構造転換』（有信堂、1998年）
- 『国際法研究余滴』（東信堂、2005年）